# Аустрия (футбольный клуб, Лустенау)
«Аустрия Лустенау» (нем. Austria Lustenau) — австрийский профессиональный футбольный клуб из Лустенау. С сезона 2022/23 клуб играет в австрийской Бундеслиге. С 1951 года домашние матчи проводит на стадионе «Райхсхофштадион».

## История

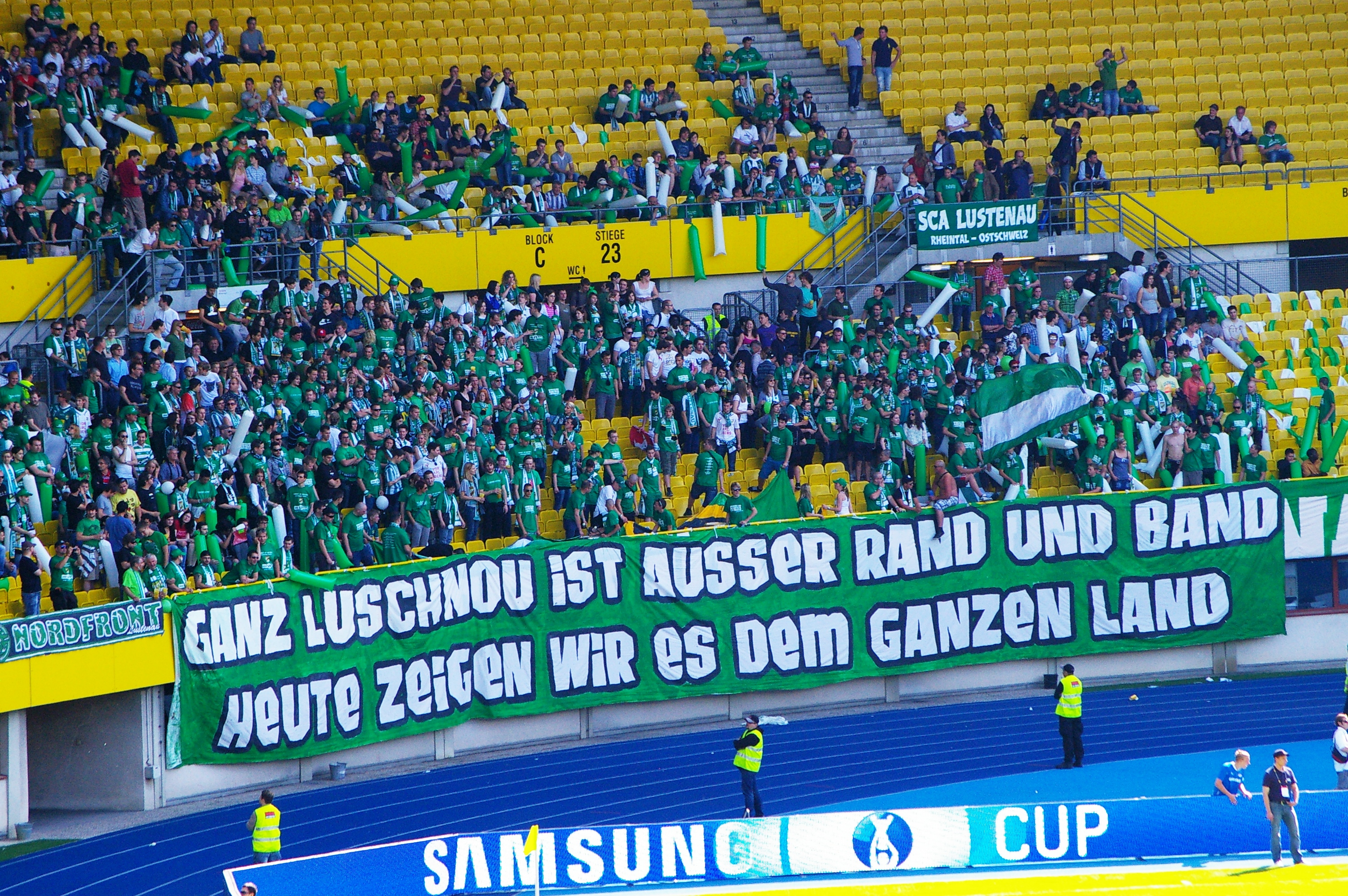
Болельщики «Аустрии» на финале Кубка Австрии в 2011 году.

В 1914 году в Лустенау было учреждено спортивное общество под названием «Федерация гимнастики Лустенау» (нем. Turnerbundes Lustenau). Футбольное отделение активно занималась проведение товарищеских матчей, поскольку в Форарльберг не существовало футбольной ассоциации. Из-за начала Первой мировой войны, деятельность клуба была временно приостановлена до 1919 года. 4 июня 1920 года была учреждена футбольная ассоциация Форарльберга, что позволило команде вступить в чемпионат и активно участвовать в официальных соревнованиях.
В 1936 году футбольное отделение было убрано из состава «Федерации гимнастики Лустенау» и переименовано в «Аустрия Лустенау». В этом же году команда одержала победу в Кубке Форарльберг и на следующий сезон стала чемпионам Форарльберга. После аннексии Австрии, клуб был распущен, и его деятельность была возобновлена только после окончания войны.
В сезоне 1996/97 «Аустрия Лустенау» выиграла Вторую лигу (которая называлась — Вторым дивизионом) и получив возможность провести следующий сезон в Бундеслиге, впервые в своей истории. В первом матче Бундеслиги команда играла с тогдашним чемпионом «Аустрией Зальцбург» и одержала победу со счетом 2:0. В конце сезона команда заняла 9-е место.
21 июля 1999 года состоялось первое дерби Форарльберга в рамках Бундеслиги, «Аустрия Лустенау» принимала на своём поле команду «Брегенц», и одержала убедительную победу со счётом 3:0. В конце сезона команда оказалась на последнем месте в турнирной таблице и вылетела во Вторую лигу (которая называлась — Первая лига).
В сезоне 2010/11 «Аустрия Лустенау» неожиданно достигла финала Кубка Австрии, где встретилась с командой «Рид». В этом матче «Аустрия Лустенау» потерпела поражение со счётом 0:2. По ходу кубка в четвертьфинале они смогли выбить из соревнования команду «Аустрия Вена», многократного чемпиона Австрии.
В 2020 году «Аустрия Лустенау» смогла ещё раз дойти до финала Кубка Австрии, где они встретились с действующим обладателем кубка, командой «Зальцбург». Изначально финал был запланирован на 1 мая, однако из-за пандемии COVID-19 он был перенесен на 29 мая. Матч прошел без зрителей и завершился поражением «Аустрии Лустенау» со счетом 5:0.
В сезоне 2021/22 «Аустрия Лустенау» выиграла Вторую лигу. Этот успех позволил клубу вернуться в элитный футбольный дивизион спустя 22 года и сыграть свой трейтий сезон в истории Бундеслиги.

## Достижения
Согласно:
- Финалист Кубка Австрии (2): 2010/2011, 2019/2020
- Победитель Второй лиги Австрии (2): 1996/97, 2021/22
- Чемпион Региональной лиги — Запад (1): 1993/94

## История выступлений
Согласно:
С сезона 2010/11
| Сезон   | Дивизион    | Место | И   | В  | Н  | П  | Голы   | О   | Кубок       | Примечания                                |
| ------- | ----------- | ----- | --- | -- | -- | -- | ------ | --- | ----------- | ----------------------------------------- |
| 2010/11 | Первая лига | 003   | 036 | 16 | 06 | 14 | 055:51 | 054 | Финал       |                                           |
| 2011/12 | Первая лига | 004   | 036 | 16 | 10 | 10 | 059:47 | 058 | 1/4 финала  |                                           |
| 2012/13 | Первая лига | 003   | 036 | 18 | 07 | 11 | 060:39 | 061 | 2-й раунд   |                                           |
| 2013/14 | Первая лига | 002   | 036 | 16 | 11 | 09 | 057:36 | 059 | 1/16 финала |                                           |
| 2014/15 | Первая лига | 007   | 036 | 11 | 09 | 16 | 049:56 | 042 | 1-й раунд   |                                           |
| 2015/16 | Первая лига | 005   | 036 | 16 | 09 | 11 | 056:40 | 057 | 1-й раунд   |                                           |
| 2016/17 | Первая лига | 003   | 036 | 15 | 12 | 09 | 058:49 | 057 | 2-й раунд   |                                           |
| 2017/18 | Первая лига | 006   | 036 | 12 | 09 | 15 | 048:52 | 045 | 2-й раунд   |                                           |
| 2018/19 | Вторая лига | 003   | 030 | 14 | 08 | 08 | 055:34 | 050 | 1/16 финала |                                           |
| 2019/20 | Вторая лига | 0011  | 030 | 10 | 05 | 15 | 057:58 | 035 | Финал       |                                           |
| 2020/21 | Вторая лига | 0013  | 030 | 08 | 06 | 16 | 044:55 | 030 | 1-й раунд   |                                           |
| 2021/22 | Вторая лига | 001   | 030 | 22 | 04 | 04 | 069:26 | 070 | 2-й раунд   | Чемпионский титул, повышение в Бундеслигу |
| 2022/23 | Бундеслига  | 008   | 032 | 11 | 10 | 11 | 050:54 | 029 | 2-й раунд   |                                           |

## Главные тренеры клуба
С 1992 года
- Петер Ассион[англ.] (1992—1994)
- Эди Штёр[англ.] (1994—1999)
- Клаус Шеер[англ.] (1999)
- Горан Станисавлевич (2000)
- Вольфганг Шварц[англ.] (2000—2001)
- Эди Штёр[англ.] (2001—2003)
- Андреас Хераф (2003—2005)
- Хайнц Фухбихлер[англ.] (2005—2007)
- Ханс Клер[англ.] (2007—2009)
- Эди Штёр[англ.] (2009—2011)
- Хельги Кольвидссон (2011—2014)
- Младен Посавец[англ.] (2014—2015)
- Лассад Чабби[англ.] (2015—2017)
- Даниэль Эрнеманн[англ.] (2017)
- Андреас Липа[англ.] (2017)
- Даниэль Эрнеманн[англ.] (2017)
- Гернот Пласснеггер[англ.] (2017—2019)
- Тамаш Тифенбах[англ.] (2019)
- Роман Мелих (2019—2020)
- Тамаш Тифенбах[англ.] (2020)
- Александр Кине[нем.] (2020—2021)
- Александр Шнайдер[нем.] (2021)
- Маркус Мадер[нем.] (2021—н. в.)